# Sex Therapy
Sex Therapy è il quarto album del cantante R&B Robin Thicke, pubblicato il 15 dicembre 2009.
Il primo singolo estratto dall'album è l'omonimo brano che dà il titolo all'album, pubblicato il 20 ottobre.
L'album vanta la partecipazione di ospiti illustri, come i rapper Jay-Z, Snoop Dogg e Game e le cantanti R&B Estelle e Jazmine Sullivan. Questo è il primo album di Thicke pubblicato con l'etichetta Parental Advisory.
L'album viene pubblicato in due versioni; la versione normale intitolata Sex Therapy: The Session e la versione deluxe intitolata Sex Therapy: The Experience, pubblicata lo stesso giorno. A differenza di molte altre edizioni speciali, in cui le bonus tracks sono tutte alla fine, le tracce extra di The Experience sono mescolate con le tracce The Session.

## Tracce

### The Session
1. "Mrs. Sexy" – 4:23
2. "Sex Therapy" – 4:35
3. "Meiplé (Me I Play)" (featuring Jay-Z) – 4:02
4. "Make U Love Me" – 3:02
5. "It's in the Mornin'" (featuring Snoop Dogg) – 3:01
6. "Shakin' It 4 Daddy" (featuring Nicki Minaj) – 3:52
7. "Elevatas" (featuring Kid Cudi) – 4:39
8. "Rollacoasta" (featuring Estelle) – 4:14
9. "Million Dollar Baby" (featuring Jazmine Sullivan) – 3:11
10. "2 Luv Birds" – 3:36
11. "Diamonds" (featuring Game) – 4:07

### The Experience
1. "911" (Intro) – 0:22
2. "Mrs. Sexy" – 4:23
3. "Sex Therapy" – 4:35
4. "Meiplé (Me I Play)" (featuring Jay-Z) – 4:02
5. "Make U Love Me" – 3:02
6. "It's in the Mornin'" (featuring Snoop Dogg) – 3:01
7. "Shakin' It 4 Daddy" (featuring Nicki Minaj) – 3:52
8. "Elevatas" (featuring Kid Cudi) – 4:39
9. "Start With a Kiss" (Interlude) – 1:18
10. "Rollacoasta" (featuring Estelle) – 4:14
11. "Million Dollar Baby" (featuring Jazmine Sullivan) – 3:11
12. "2 Luv Birds" – 3:36
13. "I Got U" – 3:02
14. "Jus Right" – 2:50
15. "Mona Lisa" – 3:34
16. "Brand New Luv" – 3:01
17. "Diamonds" (featuring Game) – 4:07
18. "Sex Therapy (Luda Remix) [iTunes Bonus track]" (featuring Ludacris) – 4:01